# 新田匡宏
新田 匡宏（にった まさひろ）は、日本の実業家。日本メンター協会オフィシャルパートナー。宮城県出身／在住。
メンターオフィス・縁の主席メンター。宮城県労働局／再就職支援校講師、岩手県労働局／再就職支援校講師、宮城県教育庁／進路達成セミナー講師、宮城県専修学校各種学校連合会／留学生就職支援講師、東北大学／企業説明会講師などの実績を活かし、就活コーチとして活躍。また、企業の新卒採用計画【エントリーシート受付・書類選考・適性検査・一次面接】を受託。さらに早期退職を防止し若者力を活かす「リレーション研修」を新入社員と管理職社員の両面から実施する。就職・転職・起業のキャリアアドバイザーとして相談を受ける傍、人生相談（婚活・離婚・子育て・職場、地域、家庭内の人間関係など）も個別で受ける様になり、2022年から日本メンター協会のオフィシャルパートナー(MOP番号－2207MOP124-1）として、個人のメンタリングを軸とし、企業や学校法人のメンター制度導入支援や、組織の外部メンターとしての役割も担う。ラジオパーソナリティでもある。

## 資格
- 日本メンター協会／オフィシャルパートナー
- 文部科学省所管JALD認定／行動科学マネジメント２級
- 社団法人 実践行動学研究所認定／実践行動学インストラクター
- FMいずみラジオパーソナリティ[be A-live 進路・就活コーナー担当]

## 経歴
1989年／東北福祉大学を卒業 （東北福祉大学の人物一覧）。
1989年／株式会社ダイドーリミテッドに入社「イージーオーダー部門に配属」/ 担当ブランド「NewYorker」。
1992年／学校・資格スクールをメイン顧客にした広告代理店に入社。
2001年／同社広告代理店の仙台支社長に就任し「進路・キャリア教育部門」に傾注。東北エリアの進路講話に奔走。
2007年／『就活コーチング』『再就職キャリア・カウンセリング』を展開。
2009年／文部科学省所管JALD認定 『行動科学マネジメント２級』取得。
2010年／仙台YMCA国際ホテル専門学校にて、『キャリア教育』『自分づくり行動学』講師。
2011年／宮城県教育委員会高校教育課 進路達成支援事業『就職達成セミナー』講師。
2012年／仙台市内専門学校の「学生支援室」にて『就活コーチング』を実施。エフエムたいはくにて、自身の就活コーチングを題材にした進路番組のパーソナリティに。「婚活・恋活相談」から「離婚相談」までをマンツーマンサポートするSoodan.jpを主宰。高校生、学生のキャリア教育支援活動を行うNPO法人ブレインハート理事長に就任（現在は退任している）。
2013年／東北外語観光専門学校にてキャリアプラン（就活準備）のための授業「ライフプランニング」の講師 ※留学生クラスも兼任。
2014年／3月よりせんだい泉エフエム放送にて、自身の就活コーチングを題材にした進路・就活コーナーのパーソナリティに。
2015年／ジョブカフェあおもり「キャリア相談員養成研修」指導員。内閣府男女共同参画局 女性のチャレンジ応援プラン事業『WomenCollege』を期間限定で主宰。
2022年／日本メンター協会オフィシャルメンター(MOP番号－2207MOP124-1）として「メンターオフィス・縁」を主宰。

## 実績
- 宮城県教育庁／進路達成セミナー 講師
- 宮城県労働局／再就職支援校 講師
- 岩手県労働局／再就職支援校 講師
- 登米市教育委員会／就職達成セミナー講師
- 東北の国公私立大学・専門学校 就活講師
- on-line スクール「Schoo」講師
- 私立専門学校／ビジネス実務・ライフプランニング・就活指導 講師
- 私立高等学校／キャリア教育・面接コミュニケーション・進路指導 講師
- マイナビ主催／東北大学限定の企業説明会にて面接対策講師
- 宮城県内企業／新卒採用面接官（採用面接ソリューション活動）
- ジョブカフェあおもり「キャリア相談員養成研修」指導員

## 担当番組
- せんだい泉エフエム放送  『be A-live』毎月最終水曜日「進路・就活コーナー担当」　- 自らが指導をしている学生との就活エピソードを交えながら、番組を構成。 就活講師としてではなく、現役面接官目線としての指導・解説を大切にしている。